# Huo Li
Huo Li (chiń. 霍麗; ur. 25 grudnia 1980 w Changchun) – chińska biegaczka narciarska. Była uczestniczką Zimowych Igrzysk Olimpijskich w Turynie (2006).

## Osiągnięcia

### Igrzyska olimpijskie
| Miejsce | Dzień     | Rok  | Miejscowość | Konkurencja                          | Czas biegu  | Strata       | Zwyciężczyni         |
| ------- | --------- | ---- | ----------- | ------------------------------------ | ----------- | ------------ | -------------------- |
| 55.     | 16 lutego | 2006 | Pragelato   | 10 km stylem klasycznym              | 31:58,7 min | +4:07,3 min  | Kristina Šmigun-Vähi |
| 46.     | 24 lutego | 2006 | Pragelato   | 30 km stylem dowolnym (start masowy) | 1:32:28,8 h | +10:03,4 min | Kateřina Neumannová  |